# Слобода-Вязовка
Слобода-Вязовка (укр. Слобода-В'язівка) — село в Коростенском районе Житомирской области Украины. До 19 июля 2020 года входило в состав Народичского района.
Находится на реке Жерев.
Код КОАТУУ — 1823781603. Население по переписи 2001 года составляет 81 человек. Почтовый индекс — 11432. Телефонный код — 4140. Занимает площадь 0,336 км².

## Адрес местного совета
11432, Житомирская область, Коростенский район, с. Вязовка.